# Araba (hippomobile)
Pour les articles homonymes, voir Araba.

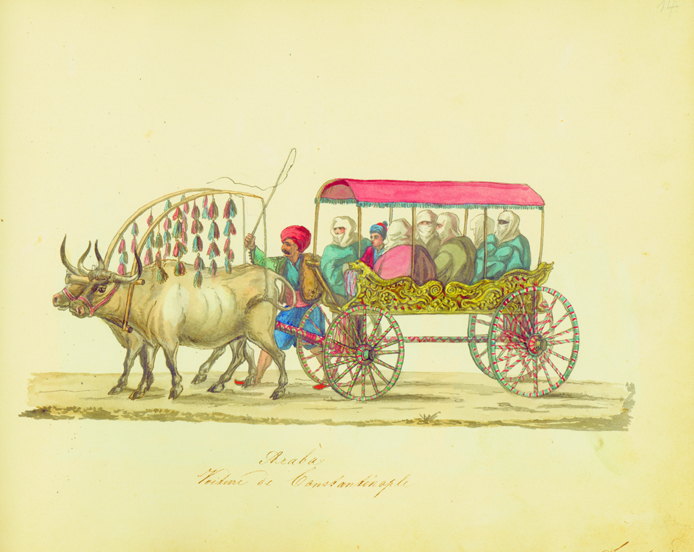
Araba de Constantinople (1825)

Un araba (de l'arabe : عربة, araba ou turc : araba) (dit également arba ou aroba) est un véhicule hippomobile sans caractéristiques particulières, tracté par des chevaux ou des bœufs, utilisé en Turquie et dans les pays voisins du Moyen-Orient. Il est généralement lourd et sans ressorts, et souvent couvert.
Il y en avait dans tout l’empire ottoman et même au Maroc où l’araba était la "voiture réglementaire des troupes indigènes"  en 1914. 